# Trânsito de Mercúrio em Marte
O trânsito de Mercúrio através do Sol visto de Marte ocorre quando o planeta Mercúrio passa diretamente entre o Sol e Marte, obscurecendo uma pequena parte do disco do Sol na perspectiva de um observador no Marte. Durante um trânsito, Mercúrio pode ser visto de Marte como um pequeno disco preto que se move através da face do Sol.
Os trânsitos de Mercúrio em Marte são muito mais comuns do que os trânsitos de Mercúrio na Terra: ocorrem vários em uma década.
Um trânsito de Mercúrio em Marte jamais foi observado, mas eles poderiam ser avistados por futuros colonos de Marte.
As sondas marcianas Spirit e Opportunity podem ter observado o trânsito do dia 12 de janeiro de 2005 (de 14:45 UTC a 23:05 UTC); contudo a única câmera disponível para isto não teve resolução suficiente para registrá-lo. Elas foram capazes de observar trânsitos de Deimos através do Sol, com um diâmetro angular de 2', Deimos parece aproximadamente 20 vezes maior do que do que Mercúrio, com com diâmetro angular de 6.1". Os dados das efemérides gerados pela JPL Horizon  indicam que a Opportunity seria capaz de observar o trânsito desde o início até o ocaso local por volta de 19:23 UTC, enquanto a Spirit seria capaz de observá-lo desde a aurora local em aproximadamente 19:38 UTC até o final do trânsito.
O período sinódico Marte-Mercúrio é de 100.888 dias. Este pode ser calculado usando a fórmula 1 / (1/P-1/Q), onde P é o período orbital de Mercúrio (87.969 dias) e Q é o período orbital do Marte (686.98 dias).
A inclinação da órbita de Mercúrio em relação à da de Marte é 5.16 °, o que é menos do que o seu valor de 7.00 ° com relação à elipse da Terra.
| Trânsitos 2000–2100     | Trânsitos 2000–2100    | Trânsitos 2000–2100    |
| ----------------------- | ---------------------- | ---------------------- |
| 18 de dezembro de 2003  | 13 de julho de 2044    | 12 de janeiro de 2084  |
| 12 de janeiro de 2005   | 24 de maio de 2045     | 22 de novembro de 2084 |
| 23 de novembro 2005     | 8 de novembro de 2052  | 9 de maio de 2092      |
| 10 de maio de 2013      | 3 de dezembro de 2053  | 3 de junho de 2093     |
| 4 de junho de 2014      | 14 de outubro de 2054  | 14 de abril de 2094    |
| 15 de abril de 2015     | 25 de abril de 2063    |                        |
| 25 de outubro de 2023   | 6 de março de 2064     |                        |
| 5 de setembro de 2024   | 27 de julho de 2073    |                        |
| 26 de janeiro de 2034   | 22 de agosto de 2074   |                        |
| 21 de fevereiro de 2035 | 17 de dezembro de 2082 |                        |

## Transitos simultâneos
A ocorrência simultânea de um trânsito de Mercúrio e um  trânsito de Vênus em Marte é extremamente rara, mas de certa maneira mais frequente que na Terra, e os próximos ocorrerão nos anos 19536, 19536 e 20029
Em várias ocasiões um evento quase idêntico é previsto: um trânsito de Mercúrio e um trânsito de Vênus, ou  trânsito da Terra se sucederão, um após o outro, em um intervalo de poucas horas.
Em 28 novembro de 3867 haverá um trânsito da Terra e da Lua, e dois dias depois um trânsito de Mercúrio ocorrerá.
Em 16 de janeiro de 18551, os trânsitos de Mercúrio e Vênus serão separados por 14 horas.